# 曲阜路
曲阜路是中華人民共和國上海市靜安區一條東西走向道路，东起浙江北路，西至西藏北路，中与甘肃路、文安路相交。道路全长440米，宽21.5米至23.8米，其中车行道宽14.1米至14.6米，沥青路面。
道路於清朝光绪二十四年(公元1898年)修建，曾名為阿拉白司脱路，1943年以山东省曲阜改名為曲阜路。道路沿途有上海大悅城。